# گیس

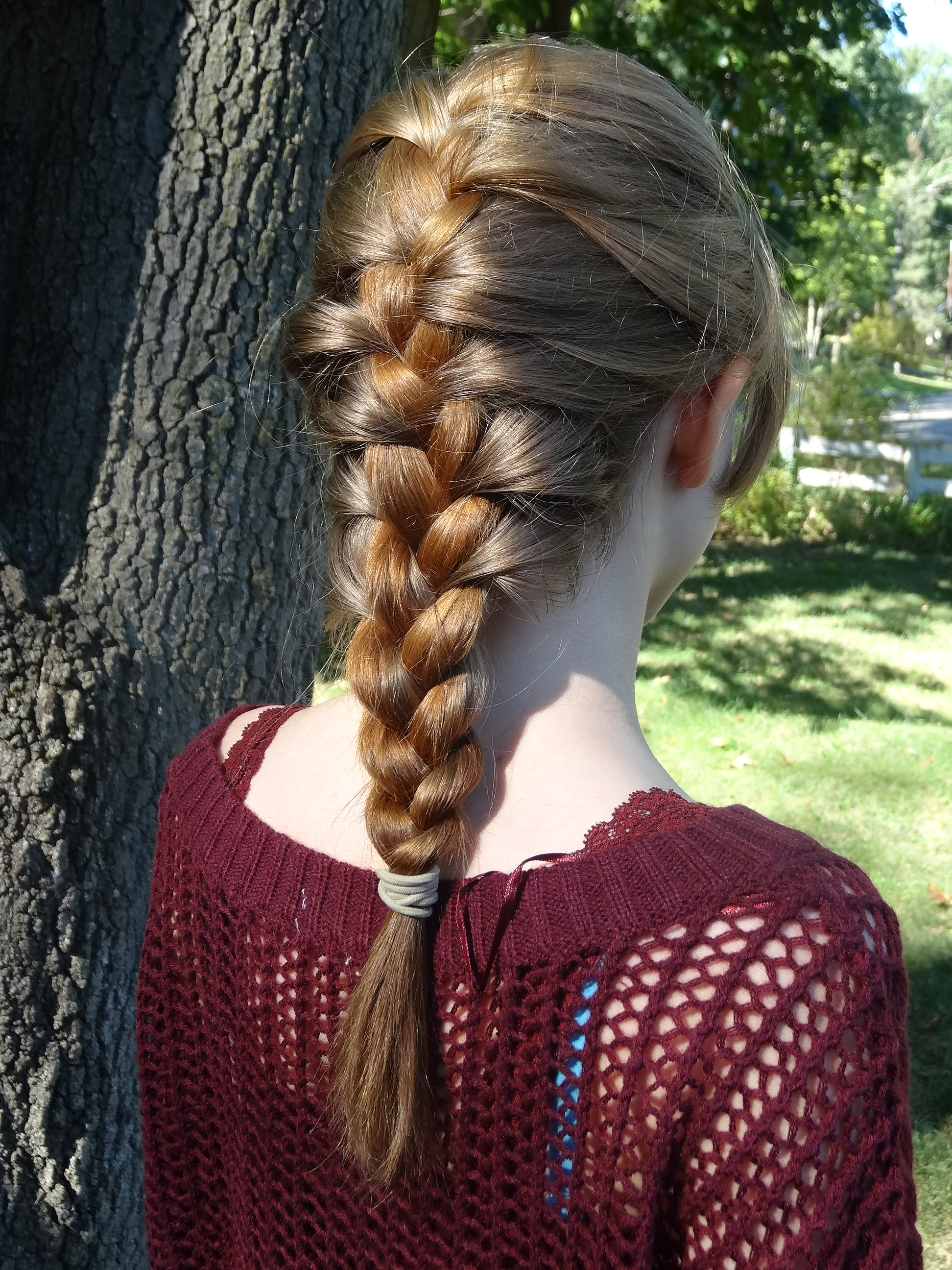
یک نمونه گیس فرانسوی

گیس یا گیسو یک ساختار یا الگوی پیچیده‌است که با به هم پیوستن دو یا چند رشته از مواد انعطاف‌پذیر مانند نخ‌های نساجی، سیم یا مو ایجاد می‌شود.